# Arizona State Route 72
Die Arizona State Route 72 ist eine State Route im US-Bundesstaat Arizona, der in Ost-West-Richtung verläuft.
Die State Route beginnt an der Arizona State Route 95 etwa 13 Meilen südlich von Parker und endet nahe Hope am U.S. Highway 60. Sie befindet sich im Wüstengebiet des La Paz County.
Die Straße war der Hauptweg nach Parker bis zum Bau der State Route 95.